# Amorphophallus gracilior
Amorphophallus gracilior är en kallaväxtart som beskrevs av John Hutchinson. Amorphophallus gracilior ingår i släktet Amorphophallus och familjen kallaväxter. Inga underarter finns listade.